# باري رووي
باري رووي (بالإنجليزية: Barry Rowe)‏ هو سياسي أسترالي، ولد في 15 أكتوبر 1945 في ملبورن في أستراليا. حزبياً، نشط في حزب العمال الأسترالي. وقد انتخب عضو الجمعية التشريعية فيكتوريا.